# Осојник (Дубровник)
Осојник је насељено место у саставу града Дубровника, Дубровачко-неретванска жупанија, Република Хрватска.

## Историја
За владавине српског краља Стефана Уроша I (1243.-1276.), Живогошће је било прво имање српског православног владичанства у Стону. Касније, око 1263., село је својина манастира Светог Петра у Будимљу на Лиму. Границу тог владичанства је по повељи краља Уроша I, утврдио протобистар Вратимир код Осаоника у Приморју. 
До територијалне реорганизације у Хрватској налазио се у саставу старе општине Дубровник.

## Становништво
На попису становништва 2011. године, Осојник је имао 301 становника.
| Број становника по пописима | Број становника по пописима | Број становника по пописима | Број становника по пописима | Број становника по пописима | Број становника по пописима | Број становника по пописима | Број становника по пописима | Број становника по пописима | Број становника по пописима | Број становника по пописима | Број становника по пописима | Број становника по пописима | Број становника по пописима | Број становника по пописима | Број становника по пописима |
| --------------------------- | --------------------------- | --------------------------- | --------------------------- | --------------------------- | --------------------------- | --------------------------- | --------------------------- | --------------------------- | --------------------------- | --------------------------- | --------------------------- | --------------------------- | --------------------------- | --------------------------- | --------------------------- |
| 1857.                       | 1869.                       | 1880.                       | 1890.                       | 1900.                       | 1910.                       | 1921.                       | 1931.                       | 1948.                       | 1953.                       | 1961.                       | 1971.                       | 1981.                       | 1991.                       | 2001.                       | 2011.                       |
| 528                         | 526                         | 540                         | 470                         | 636                         | 616                         | 603                         | 582                         | 545                         | 527                         | 456                         | 407                         | 368                         | 392                         | 321                         | 301                         |

### Попис 1991.
На попису становништва 1991. године, насељено место Осојник је имало 392 становника, следећег националног састава:
| Попис 1991.‍ | Попис 1991.‍ | Попис 1991.‍ | Попис 1991.‍ | Попис 1991.‍ |
| ----------- | ----------- | ----------- | ----------- | ----------- |
|             |             |             |             |             |
| Хрвати      | Хрвати      |             | 388         | 98,97%      |
| Срби        | Срби        |             | 1           | 0,25%       |
| непознато   | непознато   |             | 3           | 0,76%       |
| укупно: 392 |             |             |             |             |